# Dolna Sekirna, Pernik
Dolna Sekirna (în bulgară Долна Секирна) este un sat în comuna Breznik, regiunea Pernik,  Bulgaria. 

## Demografie
Componența etnică a satului Dolna Sekirna
     Romi (8,08%)
     Bulgari (91,91%)
     Nicio identificare (0%)
     Altele (0%)
La recensământul din 2011, populația satului Dolna Sekirna era de 198 locuitori. Din punct de vedere etnic, majoritatea locuitorilor (91,91%) erau bulgari, cu o minoritate de romi (8,08%). Pentru 0,0% din locuitori nu este cunoscută apartenența etnică.